# Мозырская группа
Мозырская группа — оперативное объединение РККА, созданное решением РВС РСФСР для проведения операций советских войск на белорусском театре военных действий во время советско-польской войны в 1920 году.

## Описание
В 1920 году, в ходе майского наступления советского Западного фронта, выявились недостатки в управлении: на 21 советскую дивизию было всего два армейских управления, что не позволяло эффективно управлять войсками и привело к провалу наступления. Поэтому, в ходе реорганизации системы управления войсками фронта, 18 мая часть войск Западного фронта была выделена в отдельную Мозырскую группу. Она состояла из 57-й стрелковой дивизии, смешанного отряда и ряда мелких частей, общей численностью около 6 тысяч штыков и сабель. Командиром группы стал Тихон Хвесин.
Во время июльского генерального наступления Западного фронта Мозырская группа преследовала польскую Полесскую группу, и приняла участие во взятии Бреста. В ходе Варшавского сражения в августе 1920 года Мозырская группа прикрывала левый фланг наступающих советских войск, и именно на неё обрушилась вся мощь польского контрудара, после которого группа перестала существовать.
Пилсудский в своей книге «Война 1920 года», описывая Варшавское сражение, много раз упоминает о Мозырской группе:
16 августа я выступил для проведения контратаки… Весь день я провёл в автомобиле в основном при левофланговой 14-й дивизии, накапливая данные и периодически собирая своих подчинённых. Не могу не сказать, что в этот день вечером, когда дивизии прошли на север уже добрых 30 километров, я не переставал ломать голову над главной для меня загадкой — тайной так называемой Мозырской группы. Собственно говоря, как таковой её не было, кроме 57-й дивизии, и это волновало меня больше всего, потому что полностью разрушало образ, складывавшейся в моём сознании по крупицам в течение целого месяца. Ведь существовала же какая-то апокалипсическая бестия, перед которой целый месяц отступали наши дивизии! Это было как кошмарный сон. В конце концов я пришёл к выводу, что где-то мне приготовлена западня.
…передовые отряды 14-й дивизии 16 августа уже находились в 20-25 километрах от Карчева и Вёнзовны, о которых в телеграммах говорилось, что они атакованы. А противника не было! Вечером я приказал 2-й дивизии легионеров немедленно сосредоточиться в Дёмблине и на всякий случай быть резервом в тылу, откуда можно было ждать любых неожиданностей. Ведь где-то должна быть непобедимая Мозырская группа, где-то должна быть 16-я армия, атакующая Варшаву!
Пан Сергеев прилагает к своей книге схему этого сражения. Она несколько запутанна… Мозырская группа показана на схеме линией, соединяющей 58-ю дивизию во Влодаве с какой-то стрелкой под номером 57 в районе Желехова и таинственным кружком вокруг Лукова. Ни эта схема, ни действия моих войск не прояснили для меня тайну Мозырской группы, успешно наступавшей с 4 июля по двум направлениям, но не оказавшей абсолютно никакого сопротивления 16 и 17 августа; поэтому позволю себе ограничиться лишь краткой оценкой. 58-я дивизия два раза безрезультатно пыталась остановить нашу 3-ю дивизию легионеров, но, разбитая, была вынуждена отступить за Буг, отдав Влодаву и Брест, которые и были заняты 19 августа. В дальнейшем 3-я дивизия легионеров остановилась в Бресте и перешла к пассивному прикрытию Буга. Активные же действия войск ген. Смиглого в северном направлении свелись лишь к наступлению 1-й дивизии легионеров и кавалерийской бригады при поддержке с запада 21-й горной дивизией. Остальные силы Мозырской группы вместе с 57-й дивизией в расчёт можно не принимать, так как они на самом деле были «рассеяны» до такой степени, что пленных из 57-й дивизии брали все наши войска, начиная от левофланговой 14-й до правофланговой 1-й дивизии легионеров, на всём пространстве от Вепша до Белостока и Ломжи.